# Clara-Zetkin-Park (Leipzig)

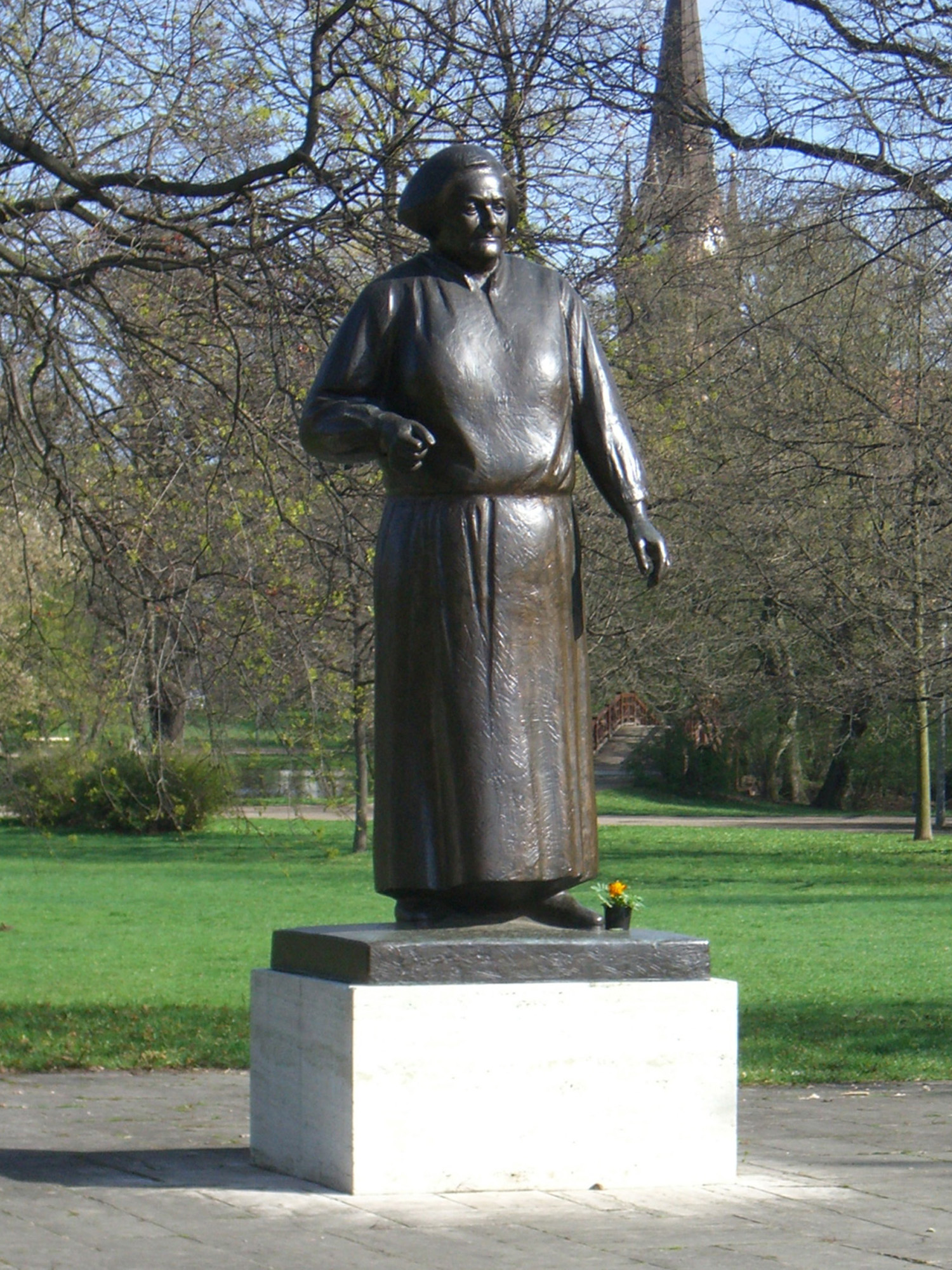
Clara-Zetkin-Denkmal im Johannapark (2010)

Der Clara-Zetkin-Park (umgangssprachlich Clara-Park) ist eine Parkanlage in Leipzig. Von 1955 bis 2011 war er unter dem Namen Zentraler Kulturpark Clara Zetkin mit einer Fläche von 125 Hektar Leipzigs größter Park. 2011 wurde der Name geändert und der Johannapark, der Palmengarten und der Klingerhain gelten seitdem auch offiziell als eigenständige Parks (vorher gehörten sie zum Zentralen Kulturpark Clara Zetkin).
Seit 2011 heißen nur noch die bisherigen Parkanlagen des vormaligen Scheibenholzparks und des König-Albert-Parks Clara-Zetkin-Park. Der Park, benannt nach der Politikerin und Frauenrechtlerin Clara Zetkin (1857–1933), befindet sich etwa zwei Kilometer südwestlich des Stadtzentrums am Rande des Musikviertels und stellt die Verbindung zwischen dem nördlichen und dem südlichen Teil des Leipziger Auenwaldes dar.

## Geschichte und Namen
Im Jahre 1955 wurde aufgrund eines Beschlusses der Leipziger Stadtverordneten die bereits existierenden Parkanlagen Johannapark, Scheibenholzpark, König-Albert-Park und Palmengarten zusammengefasst und erhielten den Namen Zentraler Kulturpark „Clara Zetkin“. Außer dem formalen Zusammenschluss wurde der Park im Sinne der Kulturparkbewegung jener Zeit weiterentwickelt, indem Kultur- und Sportanlagen einbezogen wurden. Es ist die erste große Anlage in Deutschland, die nach diesen Gesichtspunkten gestaltet wurde und somit eine Vorbildwirkung ausübte.
Dazu erfolgte am 8. Januar 1955 der erste Spatenstich, und zum 1. Mai 1955 wurde der Park seiner Bestimmung übergeben, was im Sinne der damaligen Propaganda als „Erfüllung des Wählerauftrags an den Volkskammerabgeordneten Paul Fröhlich (1913–1970 / Erster Sekretär der SED-Bezirksleitung Leipzig), den dieser von Leipziger Arbeitern erhalten hatte“, gepriesen wurde.
Die meisten kulturellen und sportlichen Einrichtungen entstanden in den Jahren nach der Eröffnung. Dazu zählten eine Freilichtbühne, ein Café, Veranstaltungspavillons, ein großer Kinderspielplatz mit Imbisspavillon, das Gebäude des Leipziger Schachzentrums, die Dahlienterrasse, eine Freiluftkegelbahn sowie zeitweise ein Übungsturm für Fallschirmspringer der GST.
Am 3. Juli 1967 wurde am Südzipfel des Johannaparks, am ehemaligen Standort des Bismarck-Denkmals, anlässlich des 110. Geburtstages Clara Zetkins das Clara-Zetkin-Denkmal als Bronzestandbild, eine Arbeit des Bildhauers Walter Arnold (1909–1979), enthüllt.
Im Jahr 2010 wurde von der Stadtverwaltung Leipzig nach Eingang einer Petition eine Kommission beauftragt zu überprüfen, ob die Parkteile wieder in ihre ursprünglichen Namen umbenannt und der Name Clara-Zetkin-Park gänzlich aufgehoben werden solle. Dies führte zu einer Welle des Protests. Im April 2011 beschloss der Stadtrat, dass die Namen Zentraler Kulturpark „Clara Zetkin“ und Volkspark im Scheibenholz aufgehoben und die bisherigen Teilbereiche Palmengarten, Klingerhain, Johannapark und Richard-Wagner-Hain ihre alten Namen zurückerhalten. Der ehemalige König-Albert-Park (später Albertpark) heißt seitdem gemeinsam mit dem bisherigen Scheibenholzpark Clara-Zetkin-Park, da sich dieser Name bei der Bevölkerung durchgesetzt hat. Damit steht das Clara-Zetkin-Denkmal nun nicht mehr im Clara-Zetkin-Park, sondern im Johanna-Park.

## Nutzung
Von 1950 bis 1958 führten um und durch das Parkgelände die 4,3 km lange Strecke der Leipziger Stadtparkrennen für Motorräder, Sport- und Rennwagen mit bis zu 200.000 Zuschauern. Die meisten der insgesamt 11 Veranstaltungen waren gleichzeitig auch die DDR-Meisterschaften im Motorrennsport.
In den Jahren nach 2000 wurden die einstigen Kulturparkangebote reaktiviert. Im Sommerhalbjahr stellt die Parkbühne bei Konzert- und Kinoaufführungen einen besonderen Anziehungspunkt dar und ist auch einer der Open-Air-Veranstaltungsorte für das Wave-Gotik-Treffen. Der große Spielplatz am Südostende des Parks wurde neu gestaltet. Das ehemalige Café ist jetzt das Restaurant Glashaus, und am rekonstruierten historischen Musikpavillon entstand ein kommerziell betriebener Bier- und Cafégarten mit öffentlichen Veranstaltungen. Die asphaltierte Anton-Bruckner-Allee ist ein bevorzugter Treffpunkt der Inlineskater.

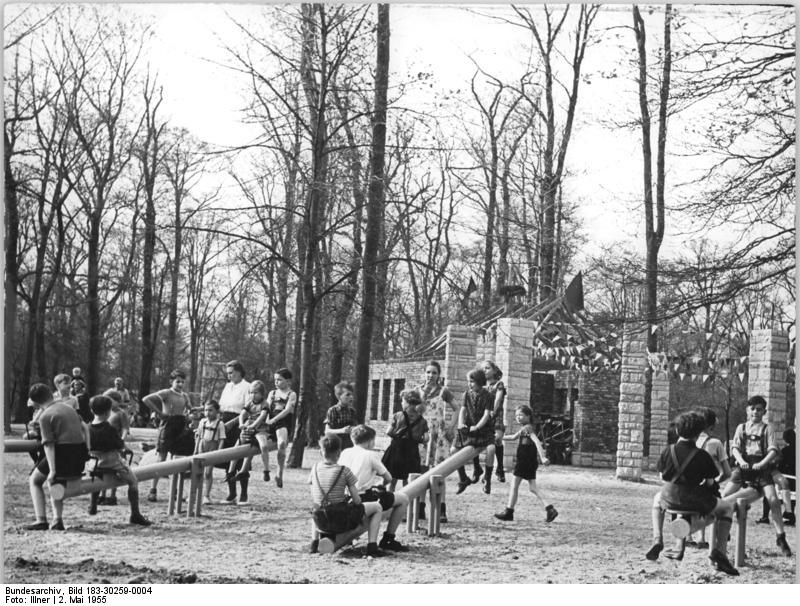
Im Park zur Zeit seiner Eröffnung (1955)
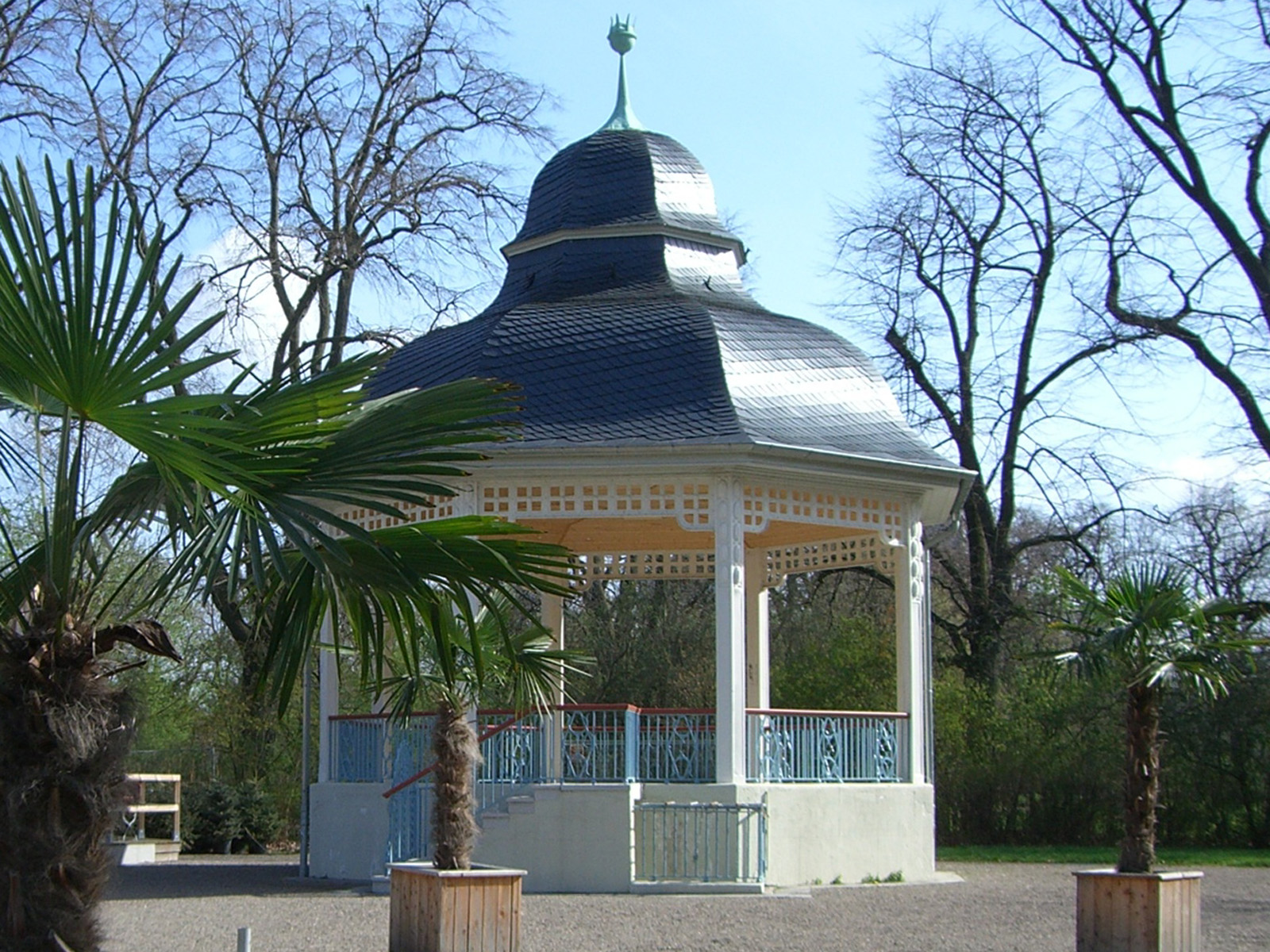
Der restaurierte historische Musikpavillon (2010)
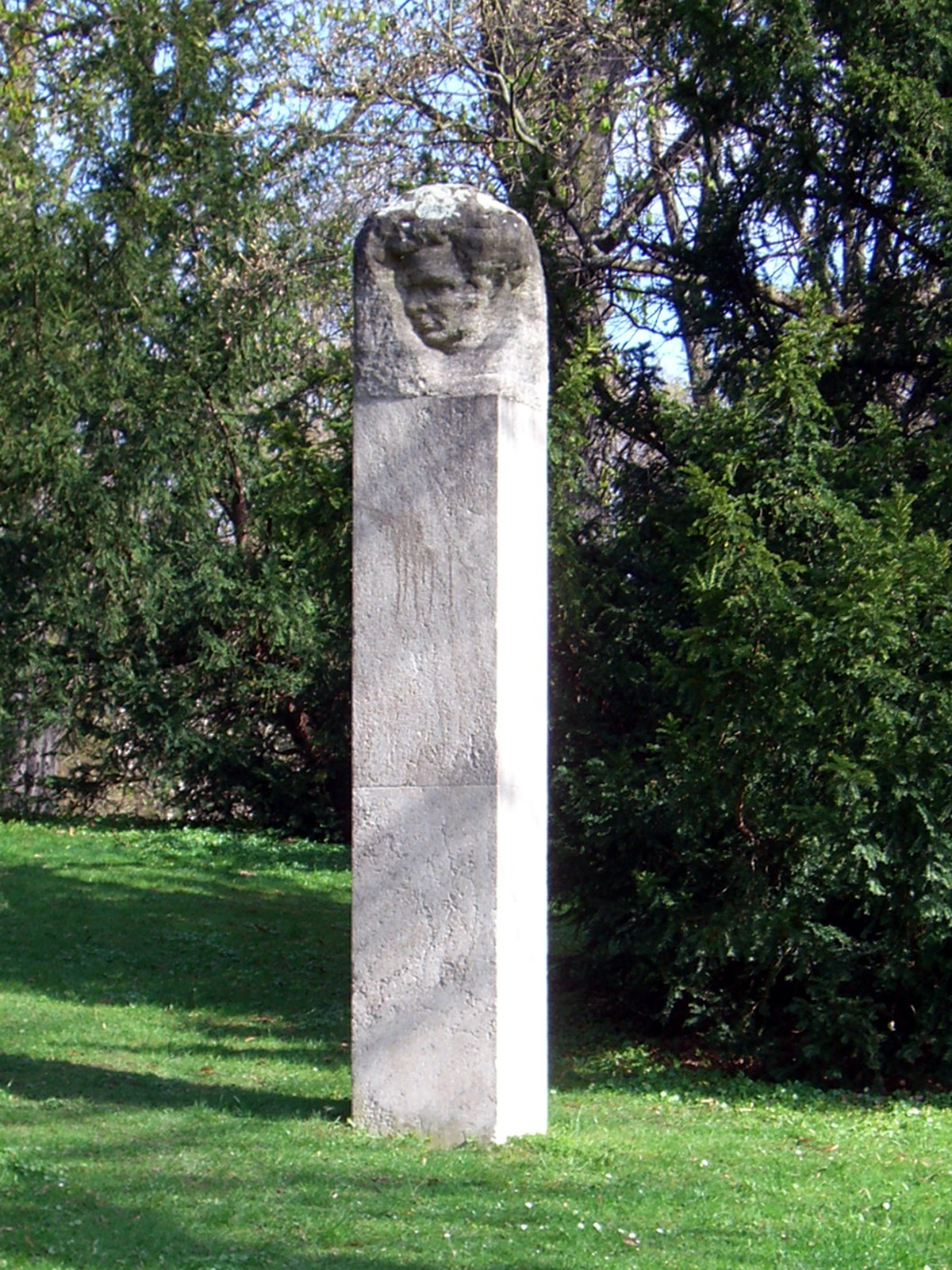
Das Franz-Schubert-Denkmal (2010)
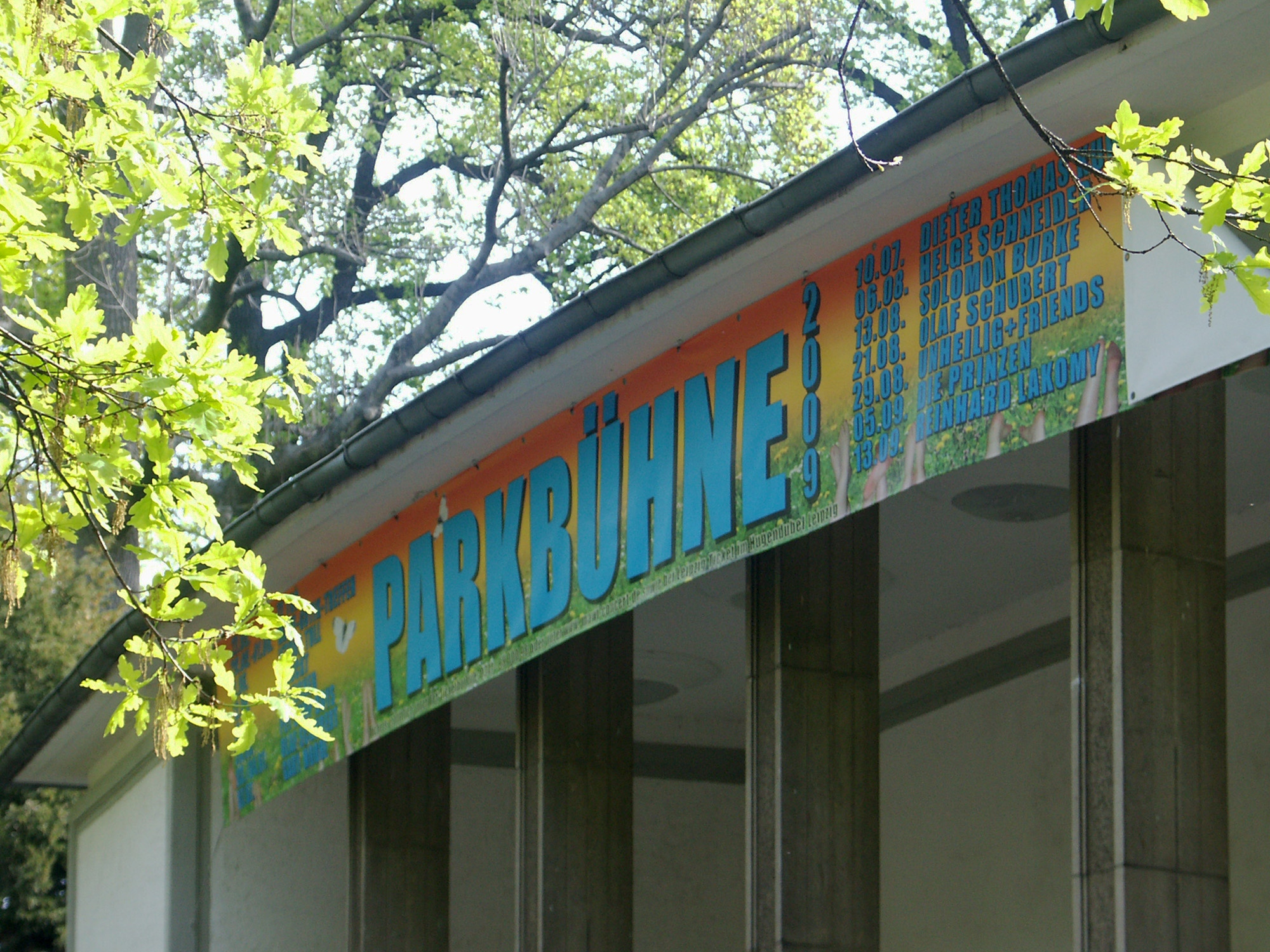
Die Parkbühne (2010)